# デルブリュック
デルブリュック (ドイツ語: Delbrück, ドイツ語発音: [ˈdɛlbrʏk] ( 音声ファイル)) は、ドイツ連邦共和国ノルトライン＝ヴェストファーレン州北東部にあたるデトモルト行政管区のパーダーボルン郡に属す市である。本市がデルブリュッカー・ラントの名前の由来である。

## 地理

### 位置
デルブリュック市はノルトライン＝ヴェストファーレン州北東部、オストヴェストファーレンのパーダーボルン郡西部に位置する。エムスザント平地のヴェストファーレン盆地東部にあたる。
最も重要な川は本市の南部にあたるアンレッペン市区、ベントフェルト市区、ボーケ市区を流れるリッペ川である。エムス川は市の北部を流れている。また、エムス川流域とライン川流域との境界（ライン＝エムス分水界）が本市を通っている。市内の最高地点は海抜 114 m（デルブリュック＝ミッテのリップリンガー通り沿い）、最低地点は海抜 77 m（ヴェステンホルツ地区のケットマース・カンプ）である。
最寄りの大きな都市には、パーダーボルン（東 15 km）、リップシュタット（南西 20 km）、ギュータースロー（北西 27 km）、ビーレフェルト（北 35 km）がある。

### 地質学
いわゆる「デルブリュッカー・リュッケン」は、雪解け水の堆積物とザーレ氷期のティルで形成されている。地中内部の地層では、一部はホルシュタイン間氷期末期の川や湖の堆積物に移行している。リッペ川やエムス川の広い低地は礫、砂、シルトの堆積物が下層をなし、表層ではヴァイヒゼル氷期や後氷期の自然堤防や砂丘がしばしば見られる。地層深部の硬い岩盤は中生代（白亜紀後期）の粘土質の泥灰岩（いわゆる「エムシャー＝マーゲル」）、石灰質の泥灰岩、泥灰質の石灰岩、石灰岩からなっており、さらにその下層には古生代（デボン紀および石炭紀）の粗い層がある。
デルブリュック丘陵の氷河期の粗い岩層を通る地下水はそれほど豊富ではない。リッペタール（リッペ川の谷）の氷河期の粗い岩層を流れる地下水は比較的多いが、途中の地層の透過性が低いため、2つの層に分かれている。さらに下層に位置する帯水層は塩分を含んだ地下水を含んでいる。

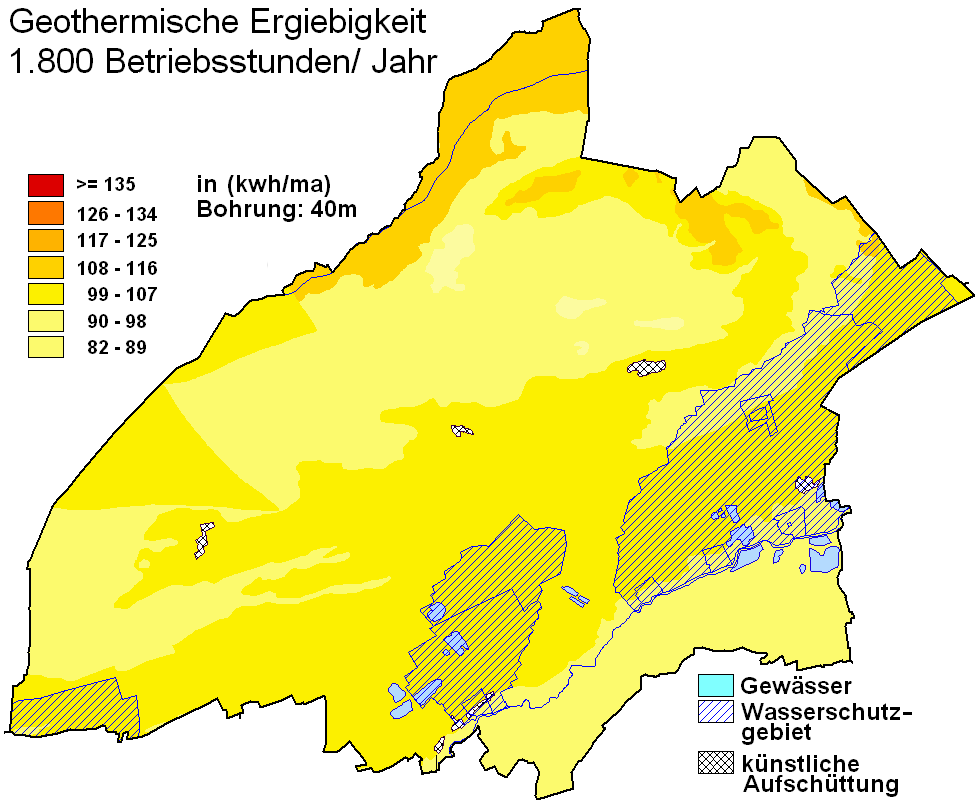
デルブリュックの地熱分布図

デルブリュック市内にはかつて、レンガの原料にするためにティルを採鉱する鉱山が数多くあったが、現在ではその採掘は行われていない。しかしリッペ川沿いのパーダーボルン＝ザンデとザルツコッテン＝マンティングハウゼンとの間では砂、礫、シルトが建築資材として採取されている。
デルブリュッカー・リュッケンでは、農業での利用を制限するスタグノゾルが形成されている。スタグノゾルと低地の地下水の影響を受けた土壌との間にローム質で砂の多い褐色土がある。デルブリュッカー・リュッケンの東には、地下深くにまで達する酸性度の強い砂地（ポドゾル）が多くを占めている。ここではプラッゲン（盛り土）によって農業に利用できるようになり、深くにまで達する腐植表土を有している（プラッゲネッシュ）。低地には、後氷期のローム質の砂地やシルト質のロームが存在している。地下水の水位が高いため、ここではグレイゾルが形成されている。地下で濃縮され、行き場がない場所では、低層湿地が形成される。表層から60 cm から 100 cm 程度下に地下水が存在する場合、地上は沼鉄鉱や硬土層を含むポドゾル＝グレイゾルとなる。
デルブリュックの市域は、地熱ゾンデによる地熱源やヒートポンプによる地熱採取については、おおむね「中等度」から「良好」な状態にある（右図参照）。

### 市域の広がりと土地利用
デルブリュック市は「小都市」に分類されており、面積は 157.28 km2 である。その約 73.7 % が農業に利用されている。住宅地、空き地および交通用地は約 16.6 % を占める。南北の最大幅は約 15.5 km、東西のそれは約 20.8 km である。
| 土地用途別面積 | 農業用地 | 森林  | 住宅地、空き地 産業用地 | 交通用地 | 水域  | スポーツ用地 緑地 | その他 |
| -------------- | -------- | ----- | ----------------------- | -------- | ----- | ----------------- | ------ |
| 面積 (km2)     | 115.92   | 8.73  | 14.71                   | 9.18     | 6.20  | 2.27              | 0.27   |
| 占有率         | 73.7 %   | 5.5 % | 9.4 %                   | 5.8 %    | 3.9 % | 1.4 %             | 0.3 %  |

### 隣接する市町村
デルブリュック市は、西から時計回りに、リートベルク、フェルル（ともにギュータースロー郡）、ヘーフェルホーフ、パーダーボルン、ザルツコッテン（以上、パーダーボルン郡）、リップシュタット（アルンスベルク行政管区、ゾースト郡）と境を接している。

### 市の構成
デルブリュック市の基本条例 §3 によれば、本市は 10市区で構成されている。
| 地区名             | 人口（人） （2014年6月30日現在） | 面積 (km2) | 人口密度 (/km2) | デルブリュック市区図 |       |
| ------------------ | -------------------------------- | ---------- | --------------- | -------------------- | ----- |
| アンレッペン       | Anreppen                         | 1,391      | 9.89            | デルブリュック市区図 | 140.6 |
| ベントフェルト     | Bentfeld                         | 1,351      | 8.09            | デルブリュック市区図 | 167.0 |
| ボーケ             | Boke                             | 2,619      | 16.12           | デルブリュック市区図 | 162.5 |
| デルブリュック     | Delbrück                         | 11,777     | 20.40           | デルブリュック市区図 | 577.4 |
| ハーゲン           | Hagen ¹                          | 2,436      | 18.56           | デルブリュック市区図 | 131.3 |
| リップリング       | Lippling                         | 2,174      | 15.48           | デルブリュック市区図 | 140.4 |
| オステンラント     | Ostenland                        | 2,993      | 21.80           | デルブリュック市区図 | 137.3 |
| シェーニング       | Schöning                         | 1,362      | 7.08            | デルブリュック市区図 | 192.4 |
| シュタインホルスト | Steinhorst                       | 789        | 8.15            | デルブリュック市区図 | 96.8  |
| ヴェステンホルツ   | Westenholz                       | 3,817      | 31.75           | デルブリュック市区図 | 120.2 |
| 合計               | 合計                             | 30,709     | 157.32          | デルブリュック市区図 | 195.3 |

¹ ノルトハーゲンおよびズートハーゲンを含む
かつてヴェスターローを形成していたリップリング、シェーニング、シュタインホルストの 3地区は他の市区と同等の権利を有する市区となっている。

### 気候
デルブリュックは、ミュンスター気候区に位置しており、したがって北ドイツ平地に属す。ここでは、西風を伴う海洋性気候が支配的である。7月の平均気温は 18 - 19 ℃である。気温が 25 ℃を超える夏日がおよそ25日ある。年間の曇天日は140日以下である。年間降水量は平均 725 mm である。デルブリュックの夏はかなり暑く、冬は穏やかである。
| デルブリュック＝ベントフェルト（2004-2014年）の気候  | デルブリュック＝ベントフェルト（2004-2014年）の気候 | デルブリュック＝ベントフェルト（2004-2014年）の気候 | デルブリュック＝ベントフェルト（2004-2014年）の気候 | デルブリュック＝ベントフェルト（2004-2014年）の気候 | デルブリュック＝ベントフェルト（2004-2014年）の気候 | デルブリュック＝ベントフェルト（2004-2014年）の気候 | デルブリュック＝ベントフェルト（2004-2014年）の気候 | デルブリュック＝ベントフェルト（2004-2014年）の気候 | デルブリュック＝ベントフェルト（2004-2014年）の気候 | デルブリュック＝ベントフェルト（2004-2014年）の気候 | デルブリュック＝ベントフェルト（2004-2014年）の気候 | デルブリュック＝ベントフェルト（2004-2014年）の気候 | デルブリュック＝ベントフェルト（2004-2014年）の気候 |
| 月                                                   | 1月                                                 | 2月                                                 | 3月                                                 | 4月                                                 | 5月                                                 | 6月                                                 | 7月                                                 | 8月                                                 | 9月                                                 | 10月                                                | 11月                                                | 12月                                                | 年                                                  |
| ---------------------------------------------------- | --------------------------------------------------- | --------------------------------------------------- | --------------------------------------------------- | --------------------------------------------------- | --------------------------------------------------- | --------------------------------------------------- | --------------------------------------------------- | --------------------------------------------------- | --------------------------------------------------- | --------------------------------------------------- | --------------------------------------------------- | --------------------------------------------------- | --------------------------------------------------- |
| 平均最高気温 °C （°F）                               | 12.1 (53.8)                                         | 13.0 (55.4)                                         | 19.9 (67.8)                                         | 26.1 (79)                                           | 29.8 (85.6)                                         | 32.5 (90.5)                                         | 34.9 (94.8)                                         | 33.1 (91.6)                                         | 29.0 (84.2)                                         | 23.3 (73.9)                                         | 17.1 (62.8)                                         | 11.9 (53.4)                                         | 23.56 (74.4)                                        |
| 日平均気温 °C （°F）                                 | 2.5 (36.5)                                          | 2.7 (36.9)                                          | 5.6 (42.1)                                          | 11.2 (52.2)                                         | 14.5 (58.1)                                         | 17.5 (63.5)                                         | 19.8 (67.6)                                         | 18.5 (65.3)                                         | 15.3 (59.5)                                         | 11.2 (52.2)                                         | 6.9 (44.4)                                          | 3.1 (37.6)                                          | 10.73 (51.33)                                       |
| 平均最低気温 °C （°F）                               | −10.3 (13.5)                                        | −9.1 (15.6)                                         | −6.2 (20.8)                                         | −2.5 (27.5)                                         | 1.6 (34.9)                                          | 5.9 (42.6)                                          | 8.5 (47.3)                                          | 7.7 (45.9)                                          | 4.4 (39.9)                                          | 0.1 (32.2)                                          | −2.6 (27.3)                                         | −8.0 (17.6)                                         | −0.87 (30.43)                                       |
| 降水量 mm （inch）                                   | 81.1 (3.193)                                        | 55.1 (2.169)                                        | 66.0 (2.598)                                        | 51.5 (2.028)                                        | 98.9 (3.894)                                        | 75.7 (2.98)                                         | 98.5 (3.878)                                        | 121.7 (4.791)                                       | 66.5 (2.618)                                        | 68.1 (2.681)                                        | 77.6 (3.055)                                        | 73.9 (2.909)                                        | 934.6 (36.794)                                      |
| 出典：Wetterdatenvergleichの年別データから独自に集計 |                                                     |                                                     |                                                     |                                                     |                                                     |                                                     |                                                     |                                                     |                                                     |                                                     |                                                     |                                                     |                                                     |

## 歴史

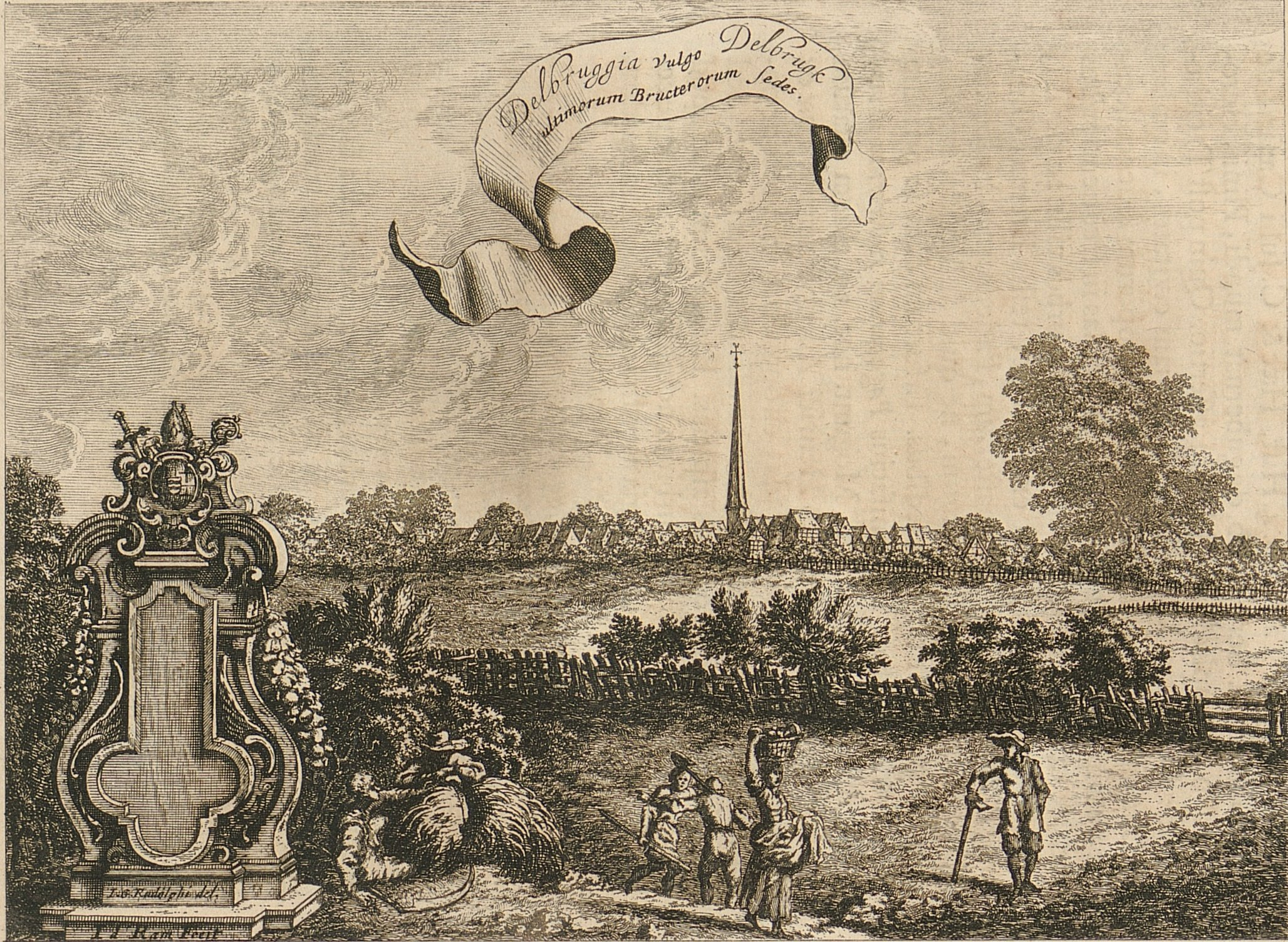
1672年に出版された Monumenta Paderbornensia. に描かれたデルブリュック

デルブリュックに関する最も古い文献記録は、1219年から1239年の間に作成された。しかし、アンレッペン地区の発掘では、紀元後9年にはすでにローマの軍団基地があり、トイトブルクの戦いによって放棄されたことが示された。
聖リボーリウスの聖骸がパーダーボルンに移送された頃、フランスの聖ランドリヌスの遺骨もボーケ地区の教会にもたらされた。聖ランドリヌスはこの地の教区教会の守護聖人となった。
1292年にデルブリュックの教会と助任司祭について文献に記載がある。この文書では、ゴーグラーフ（ガウの伯）についても言及されている。
1354年、ボーケに城砦が築かれた。施主はベルント・フォン・ヘルデであった。
パーダーボルン司教領ヴィルヘルム・フォン・ベルクと、ケルン大司教フリードリヒ、クレーフェ伯の争いにより、デルブリュックは1410年に灰燼に帰した。
1496年にリッター・フィリップ・フォン・ヘルデはデルブリュック市に聖十字架を寄託した。これ以後、聖金曜日ごとのパレードで、この聖遺物は市内を練り歩くこととなった。
1590年に新しいデルブリュック市庁舎が司教領主のディートリヒ・フォン・フュルステンベルクとアプディングホーフ修道院長によって献堂された。同じ年にデルブリュック地方はオランダ軍によって略奪された。
1604年にスペインの傭兵がデルブリュック地方を略奪し、多くの住民が殺害された。その 6年後にデルブリュックは、毎年聖霊降臨祭前の木曜日と聖カタリナの日（11月25日）の 2回、市場を開催する権利を授けられた。
1802年、デルブリュックに対するパーダーボルン司教領主の領主権が失われ、プロイセン領となった。1808年、ジェローム・ボナパルト統治下のデルブリュッカー・ラントは6つの自治体に分割された。道路や鉄道（ヴィーデンブリュック - ゼンネラーガーの接続）の拡充はゆっくりとなされ、1912年までに電力網に接続した。
1975年9月26日にシコルスキー CH-53 がデルブリュックとヴェステンホルツとの間に墜落し、16人の兵士が亡くなった。

### 市町村合併
1964年8月1日にそれまで独立した町村であったドルフバウエルシャフトが合併した。ザウアーラント/パーダーボルン法の施行に基づき、1975年1月1日にかつてのアムト・デルブリュックの自治体デルブリュック、ハーゲン、オステンラント、ヴェステンホルツ、ヴェスターロー、かつてのアムト・ザルツコッテン＝ボーケ（ビューレン郡）の自治体アンレッペン、ベントフェルト、ボーケが合併して新たな都市デルブリュックが形成された。

## 住民

### 宗教

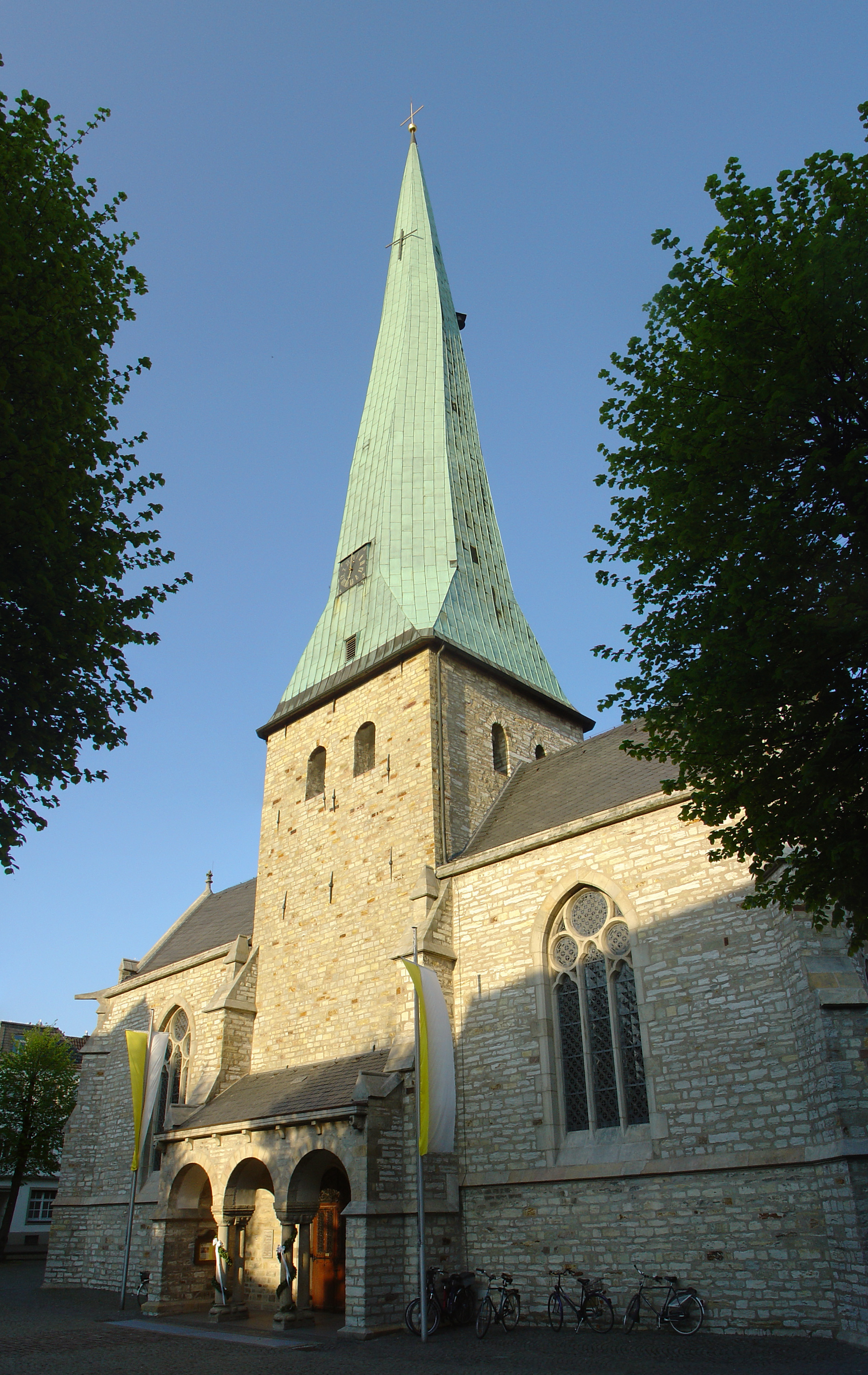
洗礼者聖ヨハネス教会

デルブリュックのカトリック教区はいずれもパーダーボルン大司教区に属している。2006年7月に発効した大司教区の新しい組織構造によって、デルブリュックの 10の地区はビューレン＝デルブリュック主席司祭区の 3つの司牧連合に分割された。
1575年にはすでに、カトリック教区教会の報告書中にデルブリュックで最初期のプロテスタント信者に関して記載されている。しかし第二次世界大戦がもたらした難民や旧ドイツ東部領土からの放逐者によってデルブリュックおよびその周辺地域の福音主義信者数は1,500人以上増加した。1949年12月18日、すなわち第3アドヴェントにルター派世界連盟の援助を受けてラウメスカンプに建設された祝福教会が聖別された。この教会組織は、1951年1月1日にパーダーボルンの母教会から独立した。インフラストラクチャーの整備に伴い、1965年から1973年までの間に町の中心はドリフトヴェークに移った。ここに教団センターを有する新しいゼーゲン教会が1973年に完成した。現在デルブリュックの福音主義ルター派教会しは 3,750人の信者がおり、パーダーボルン教会クライスのヴェストファーレン福音教会に属している。
1970年代からデルブリュックにアッシリア人が住んでいる。初めはノルトハーゲン市民大学の室内で礼拝を行っていた。1989年にデルブリュックとパーダーボルンにいくつかのシリア正教会組織が発足した。1993年には、シリア正教会の教会堂「Mor Malke」が完成した。
現在の宗教分布を知る手がかりの一つが、デルブリュックの学生に対する所属宗教団体の調査である。この調査によれば、2006年/2007年の学期では学生の 14.0 % が福音主義、70.0 % がカトリック、2.5 % がイスラム教に所属した。9.2 % がその他の宗教、4.4 % が無宗教であった。

### 人口推移
| 年               | 人口（人） |
| ---------------- | ---------- |
| 1975 (12月31日)  | 19.735     |
| 1980 (12月31日)  | 21.416     |
| 1985 (12月31日)  | 22.583     |
| 1987 (5月25日) ¹ | 22.645     |
| 1990 (12月31日)  | 24.247     |
| 1995 (12月31日)  | 27.700     |
| 2000 (12月31日)  | 29.212     |
| 2001 (12月31日)  | 29.429     |
| 2002 (12月31日)  | 29.846     |

| 年              | 人口（人） |
| --------------- | ---------- |
| 2003 (12月31日) | 29.851     |
| 2004 (12月31日) | 29.952     |
| 2005 (12月31日) | 30.050     |
| 2010 (6月30日)  | 30.047     |
| 2011 (6月30日)  | 30.014     |
| 2012 (6月30日)  | 30.090     |
| 2012 (12月31日) | 30.542     |
| 2013 (6月30日)  | 30.279     |
| 2014 (6月30日)  | 30.709     |

¹ 人口調査結果

## 行政

### 市議会
本市の市議会は 38議席で構成されている。これに市長が議長として参加する。

### 首長
デルブリュックの市長はヴェルナー・パイツ（無所属）である。彼は、2009年8月30日の市長選挙で 47.87 % の票を獲得して選出された。2014年5月25日の選挙では対立候補がなく、89.5 % の支持票を得て再選された。

### 紋章、印章、旗、幟

デルブリュックの旗

現行の紋章は1977年8月16日にデトモルト行政管区長官の認可を受けた。
紋章の図柄: 銀色の盾型を逆Y字型に分割（パーティ・パー・ポール・リバースド）。第1フィールド（向かって左上）は 10個の赤い実をつけた葉のないイバラの樹、第2フィールド（向かって右上）は赤い舌を出して垂直に立つ黒い猟犬、第3フィールド（下）は黒い十字。
図柄: この紋章は、旧デルブリュック市（イバラ）、旧ボーケ町（猟犬）と旧アムト・デルブリュック（十字）の紋章の要素を集めて構成されている。イバラの 10個の赤い実は新たなデルブリュック市新設後の 10市区を意味している。
旧デルブリュックは、金地に 8個の赤い実をつけた黒いイバラを描いた上述のイバラの紋章を1939年に設けた。これは旧裁判所所在地の「フォア・デム・ハーゲドルン」にちなんでいる（Hagedorn ＝サンザシ、サンザシはバラ科の植物である）。それ以前、デルブリュック市は金地に端から端まで貫通する黒い十字を紋章としていた。この十字はデルブリュックの古い象徴であるとともにパーダーボルン司教領のシンボルでもあった。
印章: デルブリュック市は市の紋章と「Stadt Delbrück」の銘が描かれた印章を用いている。
旗と幟: デルブリュック市は、紋章の他に旗や幟も用いている。旗は 5本の等幅のストライプ。色は、赤/白/赤/白/赤で、その中央に市の紋章が描かれている。幟もやはり 5本の等幅のストライプ。色も同じく 赤/白/赤/白/赤で、旗竿寄り（上部）に市の紋章が描かれている。

### 姉妹都市
- ケレネン（フランス語版、英語版）（フランス、ノール県）
- ロンク（フランス語版、英語版）（フランス、ノール県）
- ブダケシ（ハンガリー語版、英語版）（ハンガリー、ペシュト県）

ボーケの聖ランデリヌス教区組織は、1986年に北フランスのクレスピン修道院からの聖遺物移送1150年祭を祝った。郷土研究家は、その町でやはり聖ランデリヌスを守護聖人とする教会を見つけ出した。姉妹都市に向けての最初の努力は成功しなかった。3年後に自治体間の連携に成功し、最初の訪問が行われた。1990年6月3日、北フランスの村ケレネンと公式な姉妹都市協定を結んだ。
デルブリュックのヨハン＝シュポルク実科学校とロンクのポール・エリュアール・カレッジとの間の交換留学から両市の間の姉妹都市に発展した。1991年に適切な姉妹都市協定文書に署名がなされた。
ヴェステンホルツ市区は、1996年にハンガリーの首都ブダペストの西市境にあたるブダケシと姉妹都市となっている。

## 文化と見所

### 演劇
アマチュア劇団の「シェーニング・グラーフ＝シュポルク劇団」は2000年に設立され、シェーニング地区の演劇シーンを活気づけている。同地区の多目的ホールで上演されている。ヴェステンホルツ地区とオステンラント地区にもアマチュア劇団がある。

### 博物館
郷土協会は、キルヒ広場の郷土館内に 2つの展示室があり、古い旗などが展示されている。郷土館は、予約に従って開館され、デルブリュックでの大きなイベントに用いられている。この他に洗礼者聖ヨハン射撃協会とカーニバル協会「アイントラハト・デルブリュック・フォン1832」によって運営されている 2つの展示スペースがある。

### 音楽
市内には数多くの吹奏楽団や楽隊があり、これらが市の音楽連盟を結成している。デルブリュック市の吹奏楽団には以下のものがある: シュタットカペレ・デルブリュック e.V. 1887、ムジークユーゲント・デア・シュタットカペレ・デルブリュック 1983、ムジークフェライン「ツェツィーリア」オステンラント e.V. 1924、ブラスカペレ・シェーニング、ムジークフロインデ・ヴェステンホルツ、ムジークフェライン・ハルモニー・ボーケ、ムジークフェライン・ベントフェルト、リップリング消防音楽隊 1910、ムジークフェライン・エムスラントイェーガー・シュタインホルスと・シュッツェンムジークツーク・ズートハーゲン。また、楽隊には以下のものがある: タムブールコルプス・オステンラント、タムボールコルプス・デルブリュック、フライ・ヴェーク・デルブリュック、タムボールコルプス・ボーケ。この他の市の音楽連盟に加盟する音楽団体は以下のものがある: アコーディオン民謡楽団デルブリュック、ヴェストフェーリシェ・クノプフムジカンテン。
この他の団体に合唱団がある。各地区の教会合唱団は礼拝に見事な背景を提供している。教会合唱団の他に「ハステ・テーネ」合唱団もある。18歳から 58歳までの 60人以上の歌い手が宗教音楽や世俗音楽を市外でも演奏会で歌っている。

### 建築

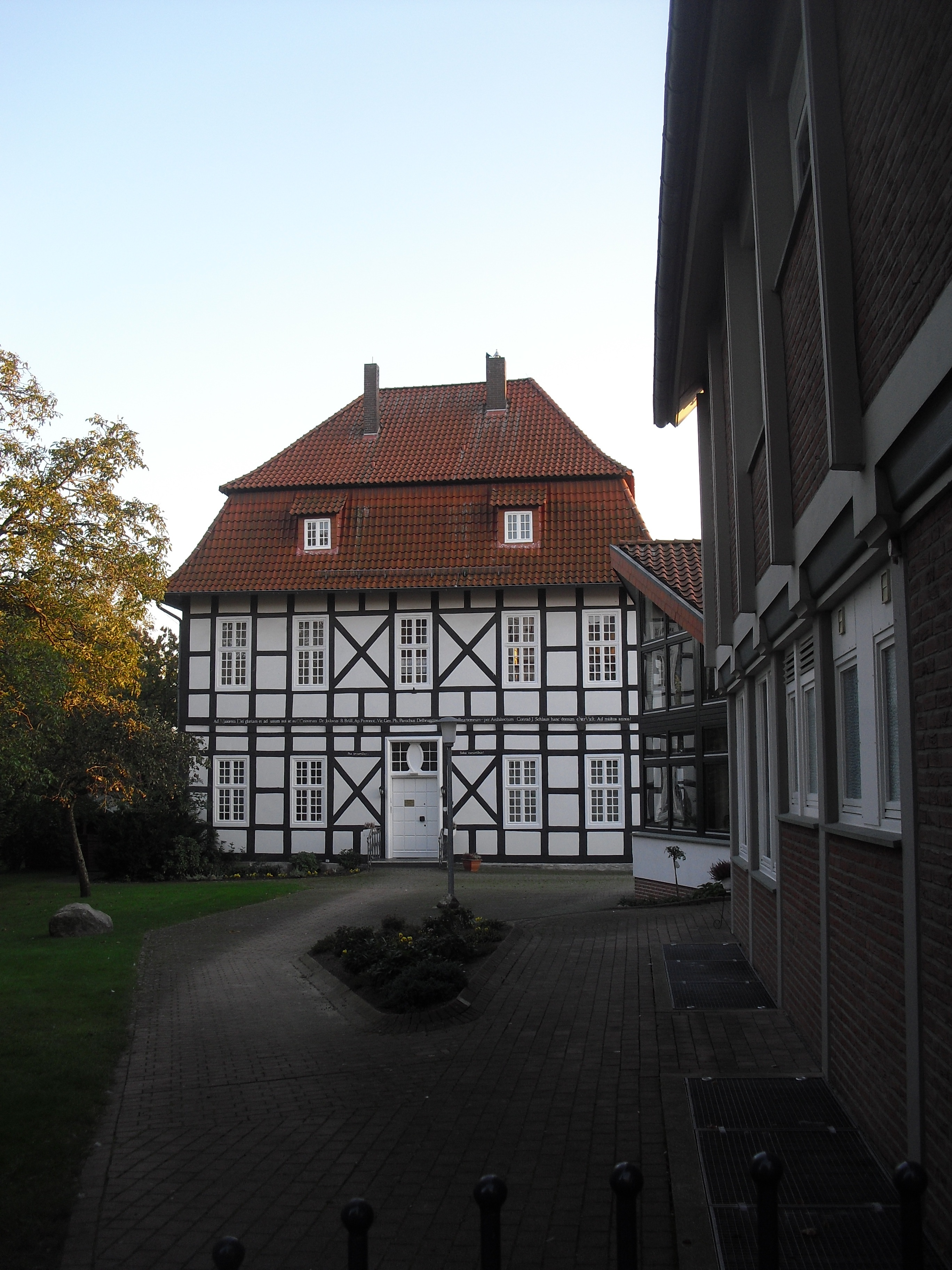
デルブリュックの司祭館

本市の象徴的建造物は、カトリックの洗礼者聖ヨハネス教会の歪んだ教会塔である。この塔は木造で、気象環境によって歪んでしまっている。1180年頃に建設された内陣やそれに組み込まれた塔と直接接続した中廊と塔はロマネスク様式のバシリカである。防衛教会として南側だけに入口がある。1340年頃に南部分が、中廊と同じ高さのゴシック様式の建物に置き換えられた。これと同時にゴシック様式の内陣が増築された。このため旧来のロマネスク様式の内陣は身廊の一部となった。1864年から1868年までの間に北側の身廊もネオゴシック様式に建て替えられた。これと同時に南廊に西側部分が増築された。これにより塔は現在のようにハレンキルヒェの本体と一体化した。歪んだ塔の頂部は1400年頃に建設されたもので、塔全体の高さは 65 m である。この奇妙な状態は20世紀に顕著になった。1972年に北廊に窓が造られた。この教会は、2008年に外装の改修が行われ、2009年に内装の徹底的な改修が行われた。
ハレ (ヴェストファーレン)やギュータースローと同様に、この町は17世紀から19世紀の木組み建築によって構成される「キルヒリングベバウウング」（教会周囲を取り巻く建物群）が遺されている。キルヒリングの外側に位置する司祭館はマンサード屋根の木組み建築で、1716年にヨハン・コンラート・シュラウンの設計に基づいて建設された。元々は石造建築を模した漆喰壁の建物として構想されたが、1935年の修復時に誤って木組みが剥き出しな状態にされた。
ボーケのカトリックの聖ランドリヌス教区教会はロマネスク様式のヴォールトのバシリカで、おそらく12世紀に創建された。1896年に制作された厨子内に聖ランデリヌスの遺骸が祀られており、教会はこれにちなんで命名された。
ボーカー＝ハイデ水路は、1853年に灌漑および土地改良用水路として運用が開始された。この水路は、ノイハウス城からリップシュタットの西部まで 32 km の長さがある。この水路には 16の堰、1か所の段差、3本の橋がある。この運河の最初の目的はすでに失われているが、ヴェストファーレンにおける重要な技術的文化財となっている。
ボーケ城は1354年にベルント・フォン・ヘルデによって造営された。この城館は1646年に破壊されたが、1658年に再建された。老朽化したこの建物は、1800年頃に取り壊された。1818年に城の礼拝堂も解体された。現在は防衛施設の一部が見られるだけである。
ヒューネンブルクは、65 m × 90 m の塁壁で囲まれた城砦である。面取りされた四角形の平面図を持つ中心建造物の周囲に、1867年に堀が巡らされた。西側の門は監視所と堀で護られていた。この施設は、ザクセン＝フランク時代の中世初期の避難城砦であったと推定されている。
- キルヒリングの一部をなすキルヒプラッツ16番地の建物
- 聖ランドリヌス教会
- ボーカー＝ハイデ水路の堰

### 公園
デルブリュックのシェーニング地区にあるナーダーマン動物園はこの周辺で唯一の動物園である。

### 自然文化財

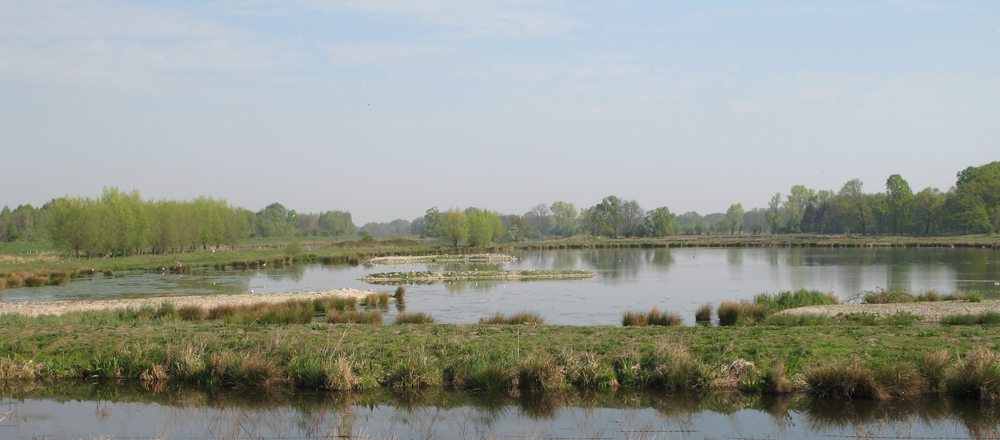
シュタインホルスター・ベッケン

以下の自然保護区は、その全域または一部がデルブリュックに属している。
- ボーカー・ハイデ
- エルトガルテン＝ラウアーヴィーゼン
- グンネヴィーゼン
- テューラー湿地群を含むヘーデラウ
- ヒューネンブルク＝ボーケ
- リッペニーデルング
- リートベルガー・エムスニーデルング
- リクセル
- シェーレンタイヒ
- シュタインホルスター・ベッケン

### スポーツ
31のスポーツクラブが市のスポーツ連盟を結成している。その目的はスポーツを奨励することとそのための施策を調整することである。この連盟に加入する会員数は 12,100人を超える。
この街の最も成功したスポーツクラブはデルブリュック SC (DSC) と DJK ブラーフ・シュポルク・デルブリュクである。DSC のサッカー部門は、2009/2010年シーズンからヴェストファーレンリーガ（6番目のクラス）でプレイしており、DJKのバレーボール部門はブンデスリーガ2部に属している。DSC のホームゲームはラウメスカンプの「アドルフ＝ミュッケンハウプト＝シュターディオン」で開催されている。このスタジアムには芝のグラウンドと屋根付きの観覧席がある 。人工照明は隣の人工芝のグラウンドに設けられている。DJK ブラーフ・シュポルク・デルブリュクは約 1,700人の会員を擁するこの街最大のスポーツクラブである。
2006年に 4.1 km から 11.4 km までの 4本のノルディックウォーキング・コースがオープンした。このコースは、ボーカー水路沿いに設けられている。
2011年にデルブリュックは連邦レベルのコンテスト「ミッション・オリンピック」の勝利都市となった。このコンテストは、ドイツ・オリンピック・スポーツ連盟により一般参加スポーツの奨励を称賛するものである。

### 年中行事

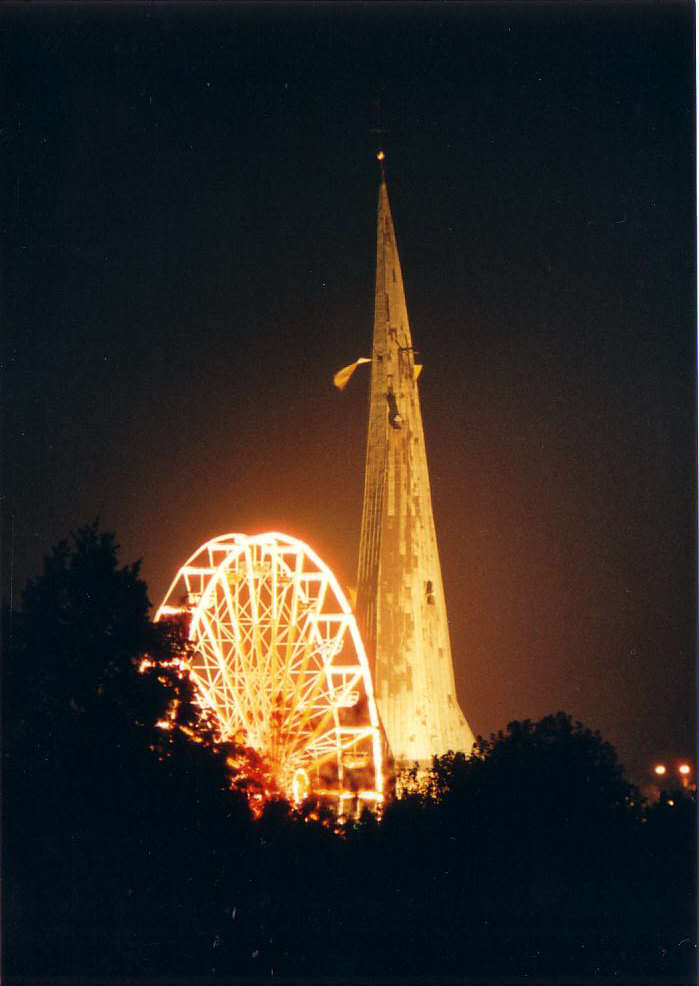
カタリーネンマルクトでライトアップされた教会と移動遊園地の観覧車

聖金曜日のクロイツフェアエールングとクロイツトラハトは、聖十字架の小片が公開される聖ヨハネス教会教区の信仰生活に不可欠の行事で、1671年から開催されている。この十字架の小片は、フィリップ・フォン・ヘルデが1496年にもたらしたものである。
毎年9月の第3週末にカタリーネンマルクト（カタリーナ・マーケット）が開催される。このマーケットは、金曜日から月曜日までの 4日間にわたって、大規模な農民市、祝祭イベントが開かれる。また、産業展示も行われる。
デルブリュックのカーニバル・サークル EINTRACHT v. 1832 はヴェストファーレンで最も古いカーニバル・サークルである。デルブリュックはリートベルクと並んで、オストヴェストファーレンでもカーニバルの盛んな街である。バラの月曜日の朝に伝統的なクランツライテン（馬術競技）が開催される。さらに子供パレードやバラの月曜日のパレードが開催される。デルブリュックのバラの月曜日のパレードは、この地域で最大規模のパレードの一つである。

## 経済と社会資本

### 交通
デルブリュックは連邦道 B64 によって全国的な道路網とつながっている。西のアウトバーン A2号線のレーダ＝ヴィーデンブリュック・インターチェンジまでは約 25 km、東のアウトバーン A33号線パーダーボルン＝シュロス・ノイハウス・インターチェンジまでは 20 km の距離がある。
本市はパーダーボルン/ヘクスター近郊交通連盟の交通地域に位置している。地方バスが定期的な間隔でパーダーボルンとの間で運行している。
本市には駅がない。最寄りの駅は、パーダーボルン、ザルツコッテン、レーダ＝ヴィーデンブリュック、ヘーフェルホーフ、リップシュタットにある。1902年から1958年まで鉄道ヴィーデンブリュック - ゼンネラーガー線の旅客列車がデルブリュックを走っていた。この路線は、ヴィーデンブリュックからリートベルクおよびデルブリュックを経由してゼンネラーガーまで運行していた。1990年代末にこの路線の貨物運行も廃止され、軌道は撤去された。
デルブリュックはエムス自転車道のルート上にある。この自転車道は、ヘーフェルホーフからエムデンまでエムス川沿いを走っており、全長は 375 km である。また、全長 500 km の自転車道ウェルネス＝ラートルートにも面している。
「ランデスガルテンシャウ＝ルート」は、リューネンのゼーパルクからハムのマクシミリアン公園、エルデの四季公園、レーダー＝ヴィーデンブリュックのフローラ・ヴェストファーリカ、リートベルク・ランデスガルテンシャウを経由してパーダーボルンのシュロス・ウント・アウエンパルクに至る。その終わり近くの一部がデルブリュックを通っている。
最寄りの空港はパーダーボルンにある。

### メディア
デルブリュックでは 2つの日刊紙が刊行されている。ノイエ・ヴェストフェーリシェとヴェストフェーリシェ・フォルクスブラットが月曜から金曜まで互いに競い合っている。後者はヴェストファーレン＝ブラットのローカル版である。両市ともに、ローカル面以外の一般記事はビーレフェルトにあるそれぞれの一般記事編集部が構成している。さらにパーダーボルン大司教区では年に 4回、パーダーボルン郡、ヘクスター郡向けに地方史、文学、芸術に関する記事を掲載した「ディー・ヴァルテ」が発行されている。タウンマガジンの「デルブリュッカー・シュタットアンツァイガー」と「シュタットポスト」は 14日ごとに刊行されている。
デルブリュックは、西部ドイツ放送のビーレフェルト地方スタジオと地域のニュースを放送する地方ラジオ局のラジオ・ホーホシュティフトの放送サービス地域に含まれている。

### 公共機関
本市は、デルブリュックとヘーフェルホーフを管轄する区裁判所の所在地である。
DEBUS GmbH は、客席数 1,000席のデルブリュックのシュタットハレを運営している。市立屋内プールは、水泳区画と非水泳区画に分けられた 25 m 水槽を有している。その他に独立した子供用水槽や 1 m と 3 m の跳び込み板がある。さらに日光浴室や食堂もある。
デルブリュックには、1967年から固有の浄水場がある。この浄水場は、9つの水源からの原水を浄化して上水道網に供給している。パーダーボルン浄水場から供給される上水道も 1系統ある。汚水処理には固有の下水処理場が存在する。最新の拡充工事で 27,000人相当から 48,000人相当に処理能力の増強がなされた。デルブリュックの暗渠は総距離約 200 km におよぶ。38か所のポンプステーションが 46 km の高圧水管を通して下水処理場への廃水を支援している。

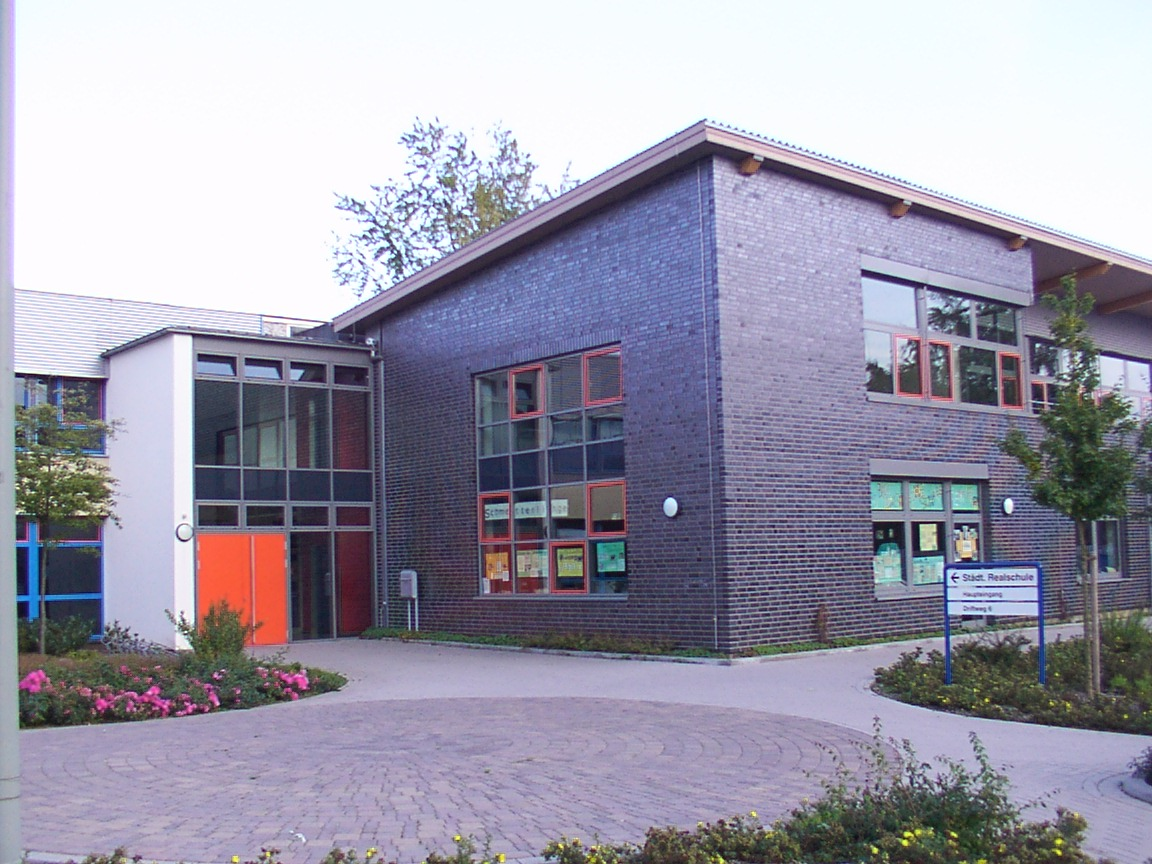
デルブリュック市立実科学校

### 教育
本市には、基礎課程学校 6校、本課程学校 2校、実科学校 1校、ギムナジウム 1校、総合学校 1校、養護学校 1校がある。2014年10月15日現在、この街には 292人の教師と 3,849人の児童・生徒がいた。このうち 1,284人が基礎課程学校、476人が本課程学校、704人が実科学校、1,043人がギムナジウム、217人が総合学校、125人が養護学校に属していた。
これに加えて市民大学の夜間コースがある。10の市区のうち 6市区では、それぞれのカトリック教区教会が公共の図書館を運営している。この他の地区には移動図書館のバスが巡回している。

### 地元企業
デルブリュックは 2007年に設立された自動車メーカー アルテガ、自動車用電子部品メーカー パラゴン AG の本社所在地である。この他に、ベッテ GmbH & CO KG（洗剤、入浴商品）、ベルテ AG（アルミニウム加工業）、さまざまな家具製造業者（寝室家具のノルテ、リビング家具のティーレマイヤー、布張り家具のGEPADE、BB-メーベル・ブレーケルマン、フォス・メーベル）、ヨーゼフ・シュルテ包装材料、GHD ハルトマン機械製造、ハンナ・ファインコスト AG、数多くの中規模小売店・手工業者がデルブリュックにある。直販チェーンのボーフロストはデルブリュックに支社を有している。重要なローカルの金融業者としてはデルブリュック市貯蓄銀行とフォルクスバンク・デルブリュック＝ヘーフェルホーフがある。

## 人物

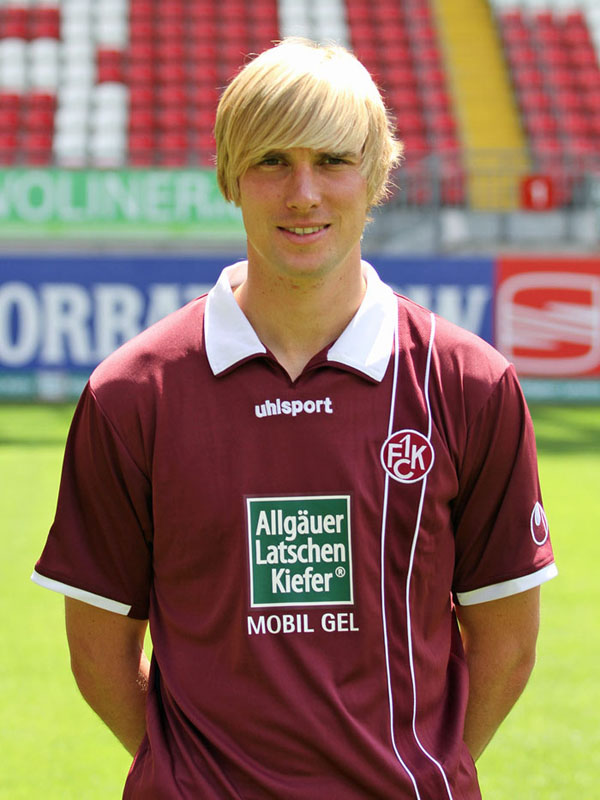
マルティン・アメディク

### 出身者
- ヨハン・フォン・シュポルク（ドイツ語版）（1600年 - 1679年）皇帝軍の将軍
- マルティン・アメディク（ドイツ語版、英語版）（1982年 - ）サッカー選手
- デニス・アイルホフ（ドイツ語版、英語版）（1982年 - ）サッカー選手